# 海爾希 (歌手)
艾希莉·妮可蕾·法蘭吉帕内（英語：Ashley Nicolette Frangipane；1994年9月29日—），藝名為海爾希（发音：[ˈhɔːlzi]），是一名美國歌手、詞曲作家及演員。海爾希（Halsey）藝名的由來 ，是來自於布魯克林區海爾希街（Halsey Street）車站的名字，也是由她本名艾希莉（Ashley）字母順序調換後所得的結果。
原本海爾希是以本名艾希莉·法蘭吉帕内（Ashley Frangipane）在 Youtube 和 Tumblr 上發表自己的創作與翻唱作品 。
海爾希在2014年翻唱了美國創作歌手泰勒絲的歌曲《I Knew You Were Trouble》，並把它po上自己的Tumblr，2014年7月，與 Astralwerks 唱片簽約，並發布首支個人單曲《Ghost》，從而正式出道。泰勒絲也在2009年以她的歌曲《Fifteen》教導海爾希如何創作。海爾希在2014年發表EP單曲《Room 93》。
她的首張錄音室專輯《Badlands》即被美國唱片業協會（RIAA）頒發了白金證書，專輯中四首單曲也為她帶來些許的商業利益。
2016年，她以一支與老菸槍雙人組（英語：The Chainsmokers）合作的單曲《Closer》，成功攻佔各大音樂 , 排行榜。並於2017年發行了個人第二張錄音室專輯《Hopeless Fountain Kingdom》，內容比第一張專輯更符合大眾的接受度 ，並成為她第一張攻佔美國告示牌兩百強專輯榜的專輯，其中一首單曲《Bad at Love》成為她第一首進入告示牌百大熱門單曲的前五名 ，隨著專輯的發行，她也踏上《Hopeless Fountain Kingdom》的世界巡迴演出。

## 經歷
海爾希出生在一個種族融合的家庭，父親是非裔人，母親是白種美國人，因為父母的關係，她從小就接觸兩個文化的音樂，因此她的創作方向也是多元化的。海爾希跟大多數音樂才子一樣，從小就對音樂很有興趣，進而學習樂器，她會拉小、中、大提琴，也會彈吉他。14歲的時候，她開始專注於自己所愛的流行音樂。Halsey在大學主修歌詞寫作。到了她成年的時候，為了繳學費，她開始到處表演籌錢，也累積了不少舞台經驗。音樂闡述的信念總離不開「同性議題」、「女性主權」和「感情」，她將自己創作的詞曲用最「Halsey」的風格傳遞、蔓延。
在海爾希的MV中，你會發現連貫〈Hurricane〉這首歌劇情的〈Ghost〉MV（這MV有兩個版本），她在裡面演出女女戀，而現實中的她是混血兒（biracial）、雙性戀（bisexual）以及 躁鬱症（bipolar）患者，所以她也常常稱自己為「三雙」（tri-bi）。
海爾希本打算進一所大學學習美術專業，但由於經濟壓力迫使她只能進入一家美國社區大學學習創意寫作專業。

## 個人生活
Halsey的父親克里斯經營著一間汽車店，母親尼柯爾在一家醫院擔任護理。此外，Halsey還有兩位弟弟：塞维恩（Sevian）和丹特（Dante)。
2015年，Halsey與英國音樂人Matty Healy被傳出曾有過一段戀情。她是在參加其所屬樂團The 1975的演唱會時認識他的，並自稱是該樂團的忠實樂迷。她表示，Matty Healy在她音樂創作初期對她有深遠影響。
2015年，Halsey懷孕。在一次演唱會開唱之前發現下體出血症状，強忍痛楚上臺演出，结果不幸小產。2016年被確診為子宮內膜異位症。
2015年至2016年間，Halsey與挪威音樂製作人Lido交往。Lido不僅協助製作了專輯《險惡之地》，也成為《破碎王國》的靈感來源之一。
2017年9月，Halsey公開與美國饒舌歌手G-Eazy的戀情。兩人在2018年7月分手，儘管期間數度復合，最終仍於當年 9 月畫下句點。她隨後透露，2018 年的作品〈沒有我〉有一部分靈感正是來自這段感情。
2018年11月至2019年9月間，Halsey曾與英國音樂人揚布拉德交往。
2019年10月至2020年3月間，Halsey曾與來自聖路易斯的演員伊凡·彼得斯交往。
2021年1月28日，Halsey在社交平台公布懷孕消息。2021年7月20日，Halsey在社交平台公布和男友土耳其裔美國編劇Alev Aydin所生的兒子於2021年7月14日出生。 2023年，Halsey與Alev Aydin分手且在4月向法院申請了對她一歲半兒子的主要監護權，以便能帶他一起巡迴演出，同時也要求與孩子的父親共同擁有法律監護權並共同分擔撫養費用。
2023年, Halsey與加拿大演員亞凡·喬吉亞開始交往，並在2024年9月宣布訂婚。

## 音樂作品
- 《險惡之地（英语：Badlands (Halsey album)）》（2015年）
- 《破碎王國（英语：Hopeless Fountain Kingdom）》（2017年）
- 《狂戀》（2020年）
- 《權愛遊戲（英语：If I Can't Have Love, I Want Power）》（2021年）
- 《最偉大的模仿者（英语：The Great Impersonator）》（2024年）

## 影視作品
| 年份 | 標題             | 角色                            | 附註     |
| ---- | ---------------- | ------------------------------- | -------- |
| 2018 | 電影少年悍將GO！ | 神力女超人                      | 配音     |
| 2018 | 一個巨星的誕生   | 她自己                          | 友情客串 |
| 2021 | 歡樂好聲音2      | 波夏·克里斯托（Porsha Crystal） | 配音     |

## 演唱會紀錄
2015年9月30日至2016年9月18日 《Badlands Tour》 總場次85場巡迴演唱會
2017年9月29日至2018年9月22日 《Hopeless Fountain Kingdom World Tour》 總場次65場巡迴演唱會
2025年5月10日至2025年7月6日《For My Last Trick: The Tour》 總場次32場巡迴演唱會

## 主要成就
| 年份 | 獎項                 | 類別                      | 得獎人 | 結果 |
| ---- | -------------------- | ------------------------- | ------ | ---- |
| 2016 | 告示牌音樂界中的女性 | 最具突破新人(Rising Star) | Halsey | 獲獎 |
| 2017 | 告示牌音樂獎         | 百大熱門歌曲              | 靠近我 | 獲獎 |
| 2017 | 告示牌音樂獎         | 最佳舞曲/電音             | 靠近我 | 獲獎 |